# هویلند یانگ
هویلاند دنان یانگ فیلی (انگلیسی: Hoylande Young; ۲۶ ژوئن ۱۹۰۳ – ۱۲ ژانویهٔ ۱۹۸۶) شیمی‌دان آمریکایی بود. در طول جنگ جهانی دوم، او در پروژه منهتن در آزمایشگاه متالورژی فعالیت داشت. پس از جنگ، او به عنوان اولین زنی که به سمت رئیس یک بخش در آزمایشگاه ملی آرگون منصوب شد. یانگ همچنین اولین زنی بود که ریاست بخش شیکاگو انجمن شیمی آمریکا را بر عهده گرفت. او در زمینه اطلاع‌رسانی علمی، انرژی هسته‌ای، و شیمی صنعتی فعالیت داشت و در طول دوران حرفه‌ای خود جوایز و افتخارات متعددی کسب کرد.

## اوایل زندگی و تحصیلات
هویلاند دنان یانگ در کلمبوس در ۲۶ ژوئن ۱۹۰۳ متولد شد. او خواهری به نام هیلدا داشت. علاقه او به شیمی در دبیرستان شکل گرفت، جایی که کلاس‌های شیمی پسران و دختران جدا از هم برگزار می‌شد. به دلیل تداخل برنامه درسی، به او اجازه داده شد که در کلاس پیشرفته‌تر پسران شرکت کند، اگرچه مجبور بود در انتهای کلاس بنشیند. او وارد دانشگاه ایالتی اوهایو شد و در سال ۱۹۲۴ مدرک کارشناسی علوم خود را در رشته شیمی دریافت کرد. سپس، او در دانشگاه شیکاگو ادامه تحصیل داد و تحت نظارت ژولیوس اشتیگلیتس پایان‌نامه خود را با عنوان «کتون‌های بروموایمینو استریوایزومری» برای دریافت مدرک پی‌اچ‌دی نوشت.

## حرفه
پس از فارغ‌التحصیلی، یانگ به عنوان یک شیمیدان پژوهشی صنعتی در صنایع لاک در شرکت کارخانه های شیمیایی برادران ون شاک در شیکاگو مشغول به کار شد. در سال ۱۹۳۰، او به عنوان استادیار شیمی در دانشگاه زنان تگزاس منصوب شد، جایی که تغذیه و بیوشیمی تدریس می‌کرد. در سال ۱۹۳۴، او برای پذیرش پیشنهادی از بیمارستان مایکل ریس در شیکاگو استعفا داد، اما وقتی به آنجا رسید، مدیر بیمارستان متوجه شد که او یک زن است و از استخدامش امتناع کرد. در دوران رکود بزرگ یافتن شغل دشوار بود و او تا سال ۱۹۳۸ تنها به عنوان مشاور فعالیت می‌کرد و شغل ثابت نداشت تا اینکه در شرکت Pure Oil مشغول به کار شد. او در آنجا با کری آر. واگنر جونیور روی کتابی دربارهٔ پالایشگاه نفت کار کرد. این پروژه شش سال به طول انجامید، اما با آغاز جنگ جهانی دوم متوقف شد و کتاب هرگز منتشر نشد.
با ورود ایالات متحده به جنگ، یانگ در سال ۱۹۴۲ به عنوان کتابدار علمی در دفتر تحقیقات و توسعه علمی (OSRD) در آزمایشگاه سم‌شناسی دانشگاه شیکاگو مشغول به کار شد، جایی که گزارش‌های آمریکایی، بریتانیایی و کانادایی دربارهٔ جنگ شیمیایی را گردآوری و فهرستی از مواد شیمیایی سمی تهیه می‌کرد. در سال ۱۹۴۵، او به پروژه منهتن در آزمایشگاه متالورژی منتقل شد و در آنجا مقالاتی را که بعدها توسط کمیسیون انرژی اتمی ایالات متحده آمریکا در مجموعه National Nuclear Energy Series منتشر شد، ویرایش کرد. او بعداً به عنوان نماینده آزمایشگاه ملی آرگون در هیئت تحریریه این مجموعه فعالیت کرد.
او طومار پتیشن زیلارد را در سال ۱۹۴۵ امضا کرد.
در سال ۱۹۴۶، یانگ به آزمایشگاه ملی آرگون پیوست و به عنوان مدیر اطلاعات فنی منصوب شد و اولین زنی بود که به عنوان رئیس یک بخش انتخاب شد. او تا زمان بازنشستگی در سال ۱۹۶۴ در آرگون باقی ماند.

## عضویت‌ها و افتخارات
در سال ۱۹۵۶، او به عنوان اولین زنی که ریاست بخش شیکاگو انجمن شیمی آمریکا را بر عهده گرفت، منصوب شد. او در تأسیس جایزه خدمات برجسته این انجمن نقش داشت و بعداً در سال ۱۹۷۵ خود این جایزه را دریافت کرد. وی همچنین عضو مؤسسه شیمی‌دانان آمریکا، انجمن پیشبرد علوم آمریکا و گروه دانشمندان اتمی شیکاگو بود. او یکی از اعضای بنیان‌گذار انجمن هسته‌ای ایالات متحده آمریکا و رئیس آیوٹا سیگما پای بود، که یک جامعه افتخاری ملی برای زنان در رشته شیمی محسوب می‌شود. در سال ۱۹۵۹، روزنامه شیکاگو تریبون او را به عنوان یکی از برجسته‌ترین زنان در تجارت یا حرفه‌های شهر معرفی کرد، و در سال ۱۹۶۳، آزمایشگاه ملی آرگون سری سخنرانی‌های «هویلاند دی. یانگ» را به افتخار او پایه‌گذاری کرد.

## زندگی شخصی
یانگ با کرافورد فیلی ازدواج کرد. با او در آزمایشگاه سم‌شناسی آشنا شده بود. او در ۱۲ ژانویه ۱۹۸۶ در خانه‌اش در هایدپارک، شیکاگو درگذشت، و در گورستان ریورساید در کلمبوس به خاک سپرده شد.